# Юрашка (притока Тойми)
Юра́шка (рос. Юрашка) — річка в Менделєєвському районі Татарстану та Граховському районі Удмуртії, Росія, права притока Тойми.
Довжина річки становить 33 км. Бере початок на Можгинської височини, впадає до Тойми на північній околиці міста Менделєєвськ.
На річці розташовані села Брюшлі, Тагаєво, Мишкино, Стара Ігра, Ількино, Старе Гришкино та Карманково. В селах Тагаєво та Карманково збудовано автомобільні мости.